# Jordan Bikow
Jordan Żiwkow Bikow (bułg. Йордан Живков Биков, ur. 17 października 1952 w Pazardżiku) – bułgarski sztangista. Złoty medalista olimpijski z Monachium.
Zawody w 1972 były jego jedynymi igrzyskami olimpijskimi. Złoto wywalczył w wadze do 75 kilogramów. Bikow wywalczył jednocześnie medal mistrzostw świata. Zdobył złoto mistrzostw Europy w 1972, srebro w 1973. Trzykrotnie zostawał mistrzem Bułgarii.